# Lago Maree
El lago Maree o loch Maree (gaélico escocés: "Loch Ma-ruibhe") es un loch en Wester Ross en las Tierras Altas noroccidentales de Escocia (Reino Unido). Con 20 kilómetros de largo y una anchura máxima de 4 km, es el cuarto lago de agua dulce por tamaño de Escocia; es el más grande al norte del lago Ness. Su superficie es de 28,6 km².
El lago Maree contiene cinco grandes islas boscosas y más de 25 menores, muchas de las cuales tienen sus propias charcas. La isla Maree tiene los restos de una capilla, cementerio, pozo sagrado y un árbol sagrado en él, creyéndose que es la ermita del siglo VIII de san Máel Ruba, muerto en 722, quien fundó el monasterio de Applecross en 672. La misma isla contiene también antiguos restos de roble y acebo que podrían estar unidos con los antiguos druidas escoceses. Las aguas del lago también se cree que tienen efectos curativos, con ser sumergido en el agua se creía que era una cura de la locura. Todas las islas del lago son un área de conservación. La más grande es la única isla británica que contiene un lago en sí mismo que contiene una isla a su vez. 
Como el lago Ness, el lago Maree tiene su propio monstruo en forma de muc-sheilch. Debido a su remota ubicación hay poca industria y turismo alrededor del lago Maree, a pesar de estar cerca del mar. Anteriormente, se convirtió en un lugar popular para la pesca de trucha después de que la reina Victoria hubo visitado el Loch Maree Hotel en Talladale en 1877.
El lago Maree fue designado un sitio Ramsar el 19 de septiembre de 1994.